# 淋代海岸
淋代海岸（さびしろかいがん）は、青森県三沢市にある海岸である。日本の白砂青松100選に指定されている。

## 太平洋無着陸横断飛行
淋代海岸は、太平洋無着陸横断飛行の起点として多くのパイロットが選択している。これは、日本本土の東端に近く、太平洋横断の際の北アメリカ大陸までの最短コースとなるほか、燃料を大量に積み過荷重で離陸する際に必要な長い滑走距離が取れるためであった。
4組目のクライド・パングボーンとヒュー・ハーンドンの2人が、「ミス・ビードル号」で1931年10月4日に飛び立ち、飛行時間41時間13分で、アメリカ合衆国ワシントン州ウェナッチ市までの飛行に成功した。飛行に際しては、周辺住民が杉板を敷いて飛行場を建設したほか、リンゴの差し入れを行うなど便宜を図っている。また、この記録が縁となって三沢市とウェナッチ市は後に姉妹都市となった。
海岸に面した三沢市くらしを守る森公園には、ミス・ビードル号実物大模型が展示されているほか、太平洋無着陸横断飛行記念之地碑が建立されている。

## 位置
青森県三沢市三沢浜通
- 三沢市淋代 - 地理院地図
- 淋代海岸 - Google マップ